# Klekowski Crag
Der Klekowski Crag (polnisch Turnia Klekowskiego) ist ein etwa 400 m hoher Felsvorsprung auf King George Island im Archipel der Südlichen Shetlandinseln. Er ragt an der Südflanke des Lange-Gletschers an der Admiralty Bay auf.
Wissenschaftler einer polnischen Antarktisexpedition benannten ihn 1979 nach Romuald Zdzisław Klekowski (1924–2015), Leiter des Instituts für Ökologie an der Polnischen Akademie der Wissenschaften, welches die nahegelegene Arctowski-Station unterhält. Das UK Antarctic Place-Names Committee übertrug die polnische Benennung im Jahr 1984 ins Englische.